# Nans-sous-Sainte-Anne
Nans-sous-Sainte-Anne est une commune française située dans le département du Doubs, la région culturelle et historique de Franche-Comté et la région administrative Bourgogne-Franche-Comté.
Ses habitants se nomment les Nanais et Nanaises.

## Géographie

### Situation
La commune de Nans-sous-Sainte-Anne est située en région Bourgogne-Franche-Comté, dans l'ouest du département du Doubs et à en bordure du département du Jura. Les grandes villes les plus proches sont Besançon, préfecture du département, située à 31 kilomètres à vol d'oiseau vers le nord, Dijon, préfecture de la région, située à 82 kilomètres en direction du nord-ouest, et la ville suisse de Genève distante de 87 kilomètres au sud. Paris, la capitale de la France, se trouve à 344 km au nord-ouest. La distance la plus courte par la route entre le centre du village et le centre-ville de Besançon (mairie) est de 41 km. Elle est à l'extrémité aval de la vallée du Lison formant une reculée. Elle fait partie du canton d'Ornans, de la communauté de communes Loue-Lison.
| - OpenStreetMap Environnement géographique et délimitation territoriale de Nans-sous-Sainte-Anne. - Nans-sous-Sainte-Anne et ses communes limitrophes. |

Le territoire communal est limitrophe de huit autres communes. Les limites communales de Nans-sous-Sainte-Anne sont délimitées, dans le « sens des aiguilles d'une montre », par le village de Saraz, le plus proche de Nans, situé à 2,4 km en direction du nord ; par la commune d'Éternoz, localisée à 4 km en direction du nord-est ; par celle de Montmahoux, située à 2,5 km en direction de l'est ; par les villages de Crouzet-Migette, localisé à 2,5 km en direction du sud et de Sainte-Anne à 3 km au sud également ; par la localité de Geraise, située à 4,8 km en direction du sud-ouest ; par celle de Saizenay, à 6,9 km en direction de l'ouest-sud-ouest ; et enfin par la ville de Salins-les-Bains, située à 10,2 km vers l'ouest. Toutes les distances en kilomètres sont exprimées « à vol d'oiseau » de chef-lieu communal à chef-lieu communal.

### Géologie et relief

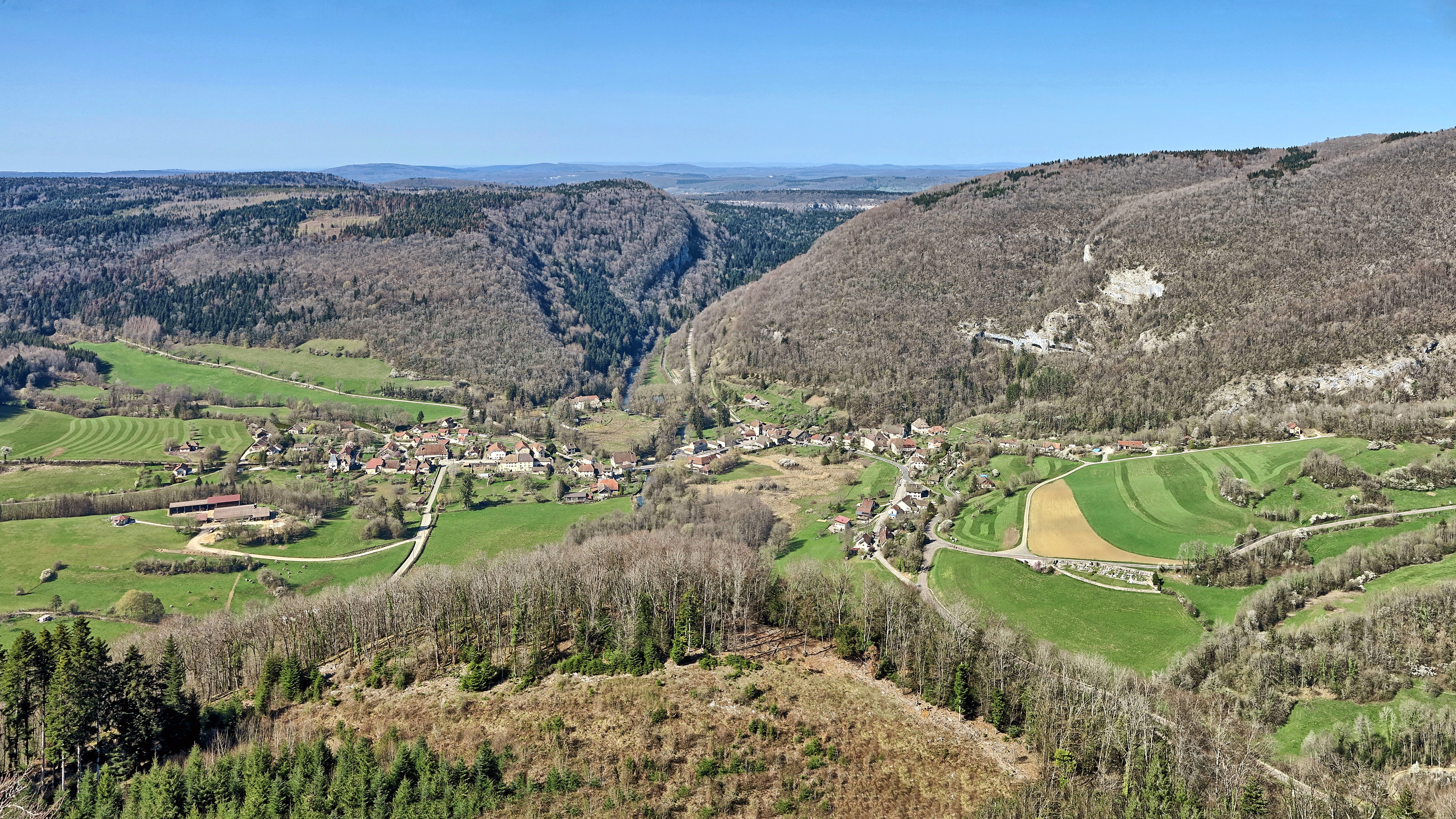
Le village depuis le belvédère du vieux château.

Le territoire de la commune de Nans-sous-Sainte-Anne est traversé d'ouest-sud-ouest en est-nord-est par le faisceau salinois, une zone du massif du Jura au relief marqué constitué d'une série de crêtes et qui résulte du chevauchement du plateau de Levier (Second plateau) situé au sud sur le plateau d'Ornans (Premier plateau) situé au nord. À Nans-sous-Sainte-Anne, ce faisceau est fortement entaillé par la rivière du Lison et ses affluents.
La superficie de la commune est de 886 hectares ; son altitude varie de 357 à 770 mètres. Le point le plus bas se situe au nord de la commune à l'endroit où le Lison débouche sur le territoire des communes limitrophes de Saraz et Éternoz et son point culminant au niveau des crêtes de Falouse sur la limite communale avec Montmahoux. Le centre du village (pont sur le Lison) est situé à une altitude de 366 mètres. Nans-sous-Sainte-Anne est classée en zone de montagne. La commune est entourée de plusieurs sommets : à l'est, le Mont Mahoux situé sur la commune de Montmahoux culmine à 830 mètres ; au sud, le Montjux, sur la commune de Crouzet-Migette a une altitude de 742 mètres ;  à l'ouest le Céraise sur la commune de Geraise est à 737 mètres.

### Hydrographie et les eaux souterraines
La commune est arrosée principalement par le Lison, ruisseau d'une longueur totale de 25 km qui prend sa source au sud du territoire communal avant de le traverser en direction du nord sur une distance d'environ quatre kilomètres. Plusieurs petits affluents du Lison irriguent la reculée dans laquelle est installé le village :  le Bief de Vaux (4 km), le Ruisseau des Prés Prin (2 km), le Bief du Foure (4 km), l'Arcange et le Verneau.

### Climat
Pour des articles plus généraux, voir Climat de la Bourgogne-Franche-Comté et Climat du Doubs.
En 2010, le climat de la commune est de type climat de montagne, selon une étude du Centre national de la recherche scientifique s'appuyant sur une série de données couvrant la période 1971-2000. En 2020, Météo-France publie une typologie des climats de la France métropolitaine dans laquelle la commune est exposée à un climat semi-continental et est dans la région climatique  Jura, caractérisée par une forte pluviométrie en toutes saisons (1 000 à 1 500 mm/an), des hivers rigoureux et un ensoleillement médiocre. 
Pour la période 1971-2000, la température annuelle moyenne est de 10,3 °C, avec une amplitude thermique annuelle de 17,2 °C. Le cumul annuel moyen de précipitations est de 1 262 mm, avec 13,4 jours de précipitations en janvier et 10 jours en juillet. Pour la période 1991-2020, la température moyenne annuelle observée sur la station météorologique de Météo-France la plus proche, « Coulans », sur la commune d'Éternoz à 4 km à vol d'oiseau, est de 10,5 °C et le cumul annuel moyen de précipitations est de 1 259,2 mm. 
La température maximale relevée sur cette station est de 38,7 °C, atteinte le 24 août 2023 ; la température minimale est de −18,9 °C, atteinte le 20 décembre 2009,,. 
Les paramètres climatiques de la commune ont été estimés pour le milieu du siècle (2041-2070) selon différents scénarios d'émission de gaz à effet de serre à partir des nouvelles projections climatiques de référence DRIAS-2020. Ils sont consultables sur un site dédié publié par Météo-France en novembre 2022.

## Urbanisme
Projet de Schéma de cohérence territoriale (SCOT) en cours d'élaboration.

### Typologie
Au 1er janvier 2024, Nans-sous-Sainte-Anne est catégorisée commune rurale à habitat dispersé, selon la nouvelle grille communale de densité à 7 niveaux définie par l'Insee en 2022.
Elle est située hors unité urbaine et hors attraction des villes,.

### Occupation des sols
L'occupation des sols de la commune, telle qu'elle ressort de la base de données européenne d’occupation biophysique des sols Corine Land Cover (CLC), est marquée par l'importance des forêts et milieux semi-naturels (76,4 % en 2018), une proportion sensiblement équivalente à celle de 1990 (75,9 %). La répartition détaillée en 2018 est la suivante : 
forêts (71 %), prairies (20,8 %), milieux à végétation arbustive et/ou herbacée (5,4 %), zones urbanisées (2,9 %). L'évolution de l’occupation des sols de la commune et de ses infrastructures peut être observée sur les différentes représentations cartographiques du territoire : la carte de Cassini (XVIIIe siècle), la carte d'état-major (1820-1866) et les cartes ou photos aériennes de l'IGN pour la période actuelle (1950 à aujourd'hui).

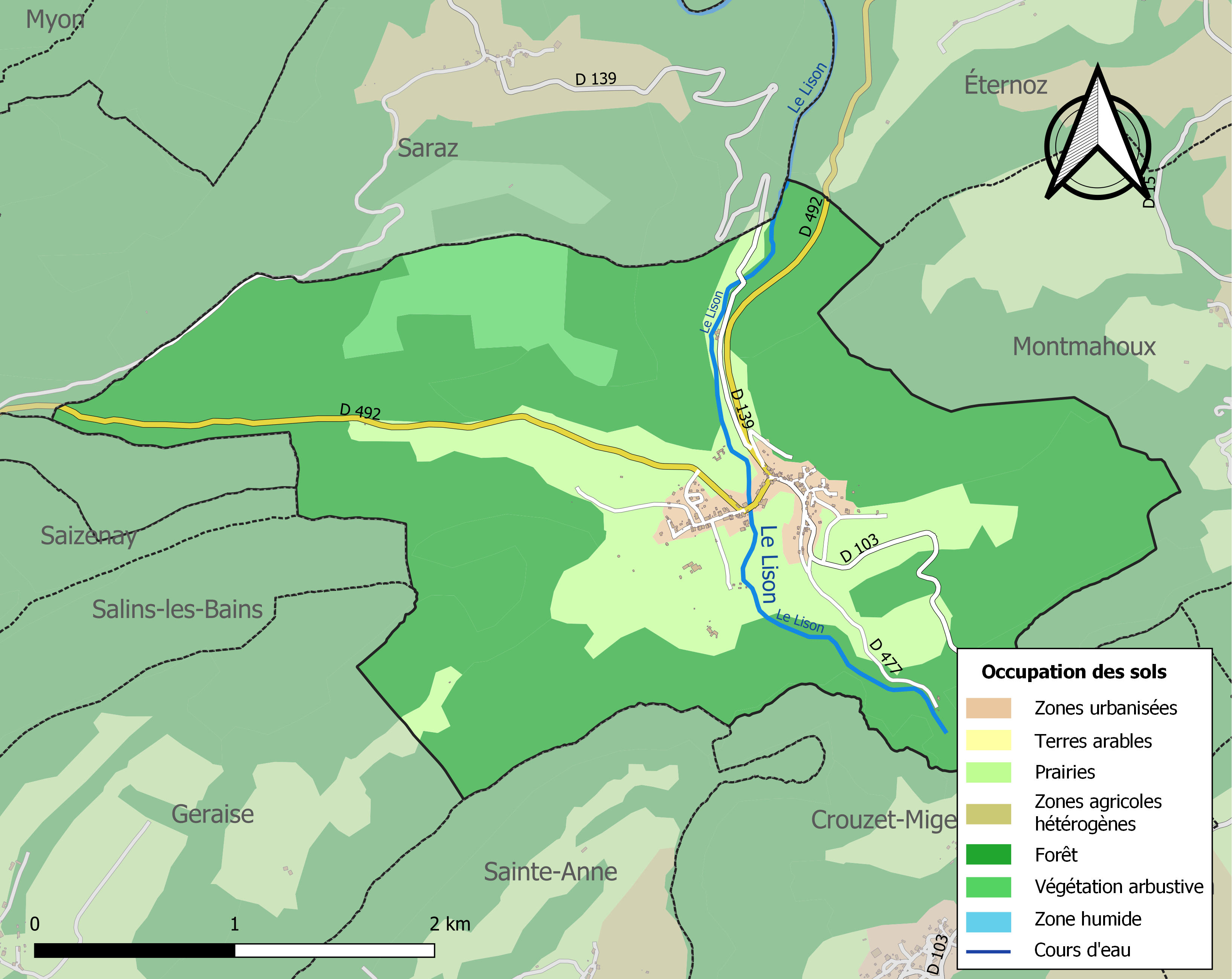
Carte des infrastructures et de l'occupation des sols de la commune en 2018 (CLC).

### Logement
Au recensement de 2018, la commune comptait 118 logements dont 82 étaient des résidences principales, 5 des logements vacants et 31 des résidences secondaires. Le nombre de logements situé dans des immeubles collectifs s'élève à 25 appartements, soit 21 % du total, et 92 maisons individuelles. Sur les 78 résidences principales construites avant 2016 que compte la commune, 36 (46.2 %) ont été achevées avant 1919, 24 (30.7 %) entre 1919 et 1990, et 18 (23.1 %) de 1991 à 2015. L'ancienneté d'emménagement dans la résidence principale montre que sur les 165 habitants de la commune au recensement de 2018, 73 ont emménagé depuis 10 ans ou plus, 69 depuis 2 à 9 ans et 23 depuis moins de 2 ans.
|                                                                  | Nans-sous-Sainte-Anne |
| ---------------------------------------------------------------- | --------------------- |
| Part des résidences principales (en %)                           | 69,5                  |
| Part des résidences secondaires et logements occasionnels (en %) | 26,3                  |
| Part des logements vacants (en %)                                | 4,2                   |
| Part des ménages propriétaires de leur logement (en %)           | 78,2                  |

| 1968 | 1975 | 1982 | 1990 | 1999 | 2008 | 2013 | 2018 |
| ---- | ---- | ---- | ---- | ---- | ---- | ---- | ---- |
| 68   | 74   | 90   | 105  | 104  | 109  | 114  | 118  |

### Risques naturels et technologiques
Commune située dans une zone de sismicité modérée.

### Voies de communications et transports
La commune est desservie principalement par la RD 492 qui permet de relier d'une part Salins-les-Bains et la RN 83 à l'ouest, et d'autre part Ornans et la RN 57 au nord-est. Deux routes secondaires, les RD 139 et 103 relient le village aux communes voisines de Saraz au nord et de Crouzet̠-Migette au sud. La RD 477, située exclusivement sur le territoire communal, dessert l'attraction touristique de la source du Lison.
Les sorties d'autoroute les plus proches sont l'échangeur no 7 de l'A39 (Dijon-Bourg-en-Bresse) situé à 45 kilomètres au sud-ouest de Nans-sous-Sainte-Anne, les sorties n°3 Besançon Ouest et n°4 Besançon Nord de l'A36 dite La Comtoise (Beaune-Mulhouse) situées à 56 km au nord, et l'autoroute suisse A9 qui débute à la Douane du Creux à 60 km au sud-est de la commune.
La halte ferroviaire la plus proche est, à 21 km, la gare de Mouchard desservie par le TGV Lyria Paris – Lausanne et les lignes du TER Bourgogne-Franche-Comté Belfort – Besançon – Lyon et Dole – Pontarlier – Saint-Claude.
L'aéroport international de Genève est le point de desserte aérienne le plus proche.

## Toponymie
Nans en 1145 ; Nan en 1315 ; Nant en 1410 ; Nan deçà de l'eau en 1614 ; Nans-sous-Sainte-Agnès au XVIIIe siècle.
Situé dans une reculée jurassienne caractéristique, entouré de falaises et à proximité de la source du Lison, peint par Gustave Courbet, le nom de la commune vient du gaulois « nanto » qui désigne une vallée (souvent encaissée), une rivière, ou un torrent,.
Orthographié nan/nans/nant ou nanc-, ce mot est très présent dans la toponymie, notamment dans les régions de relief calcaire, où on le trouve associé aux dépressions plus ou moins étroites et profondes que l'on y rencontre, comme dans le cas de Nant (Aveyron), Nantua (Ain) ou Nancy (Meurthe-et-Moselle) (voir Nancy#Toponymie pour d'autres précisions sur cette racine) et dans le cas présent.
La racine « nanto » est d'ailleurs particulièrement fréquente dans le Jura (cf. Gondenans-les-Moulins, Nans, les Nans, Mournans-Charbonny, Nanc-lès-Saint-Amour, Nance, Nancuise, Nantey). Elle est aussi à la base de noms de famille comme Nantet ou Nantel.

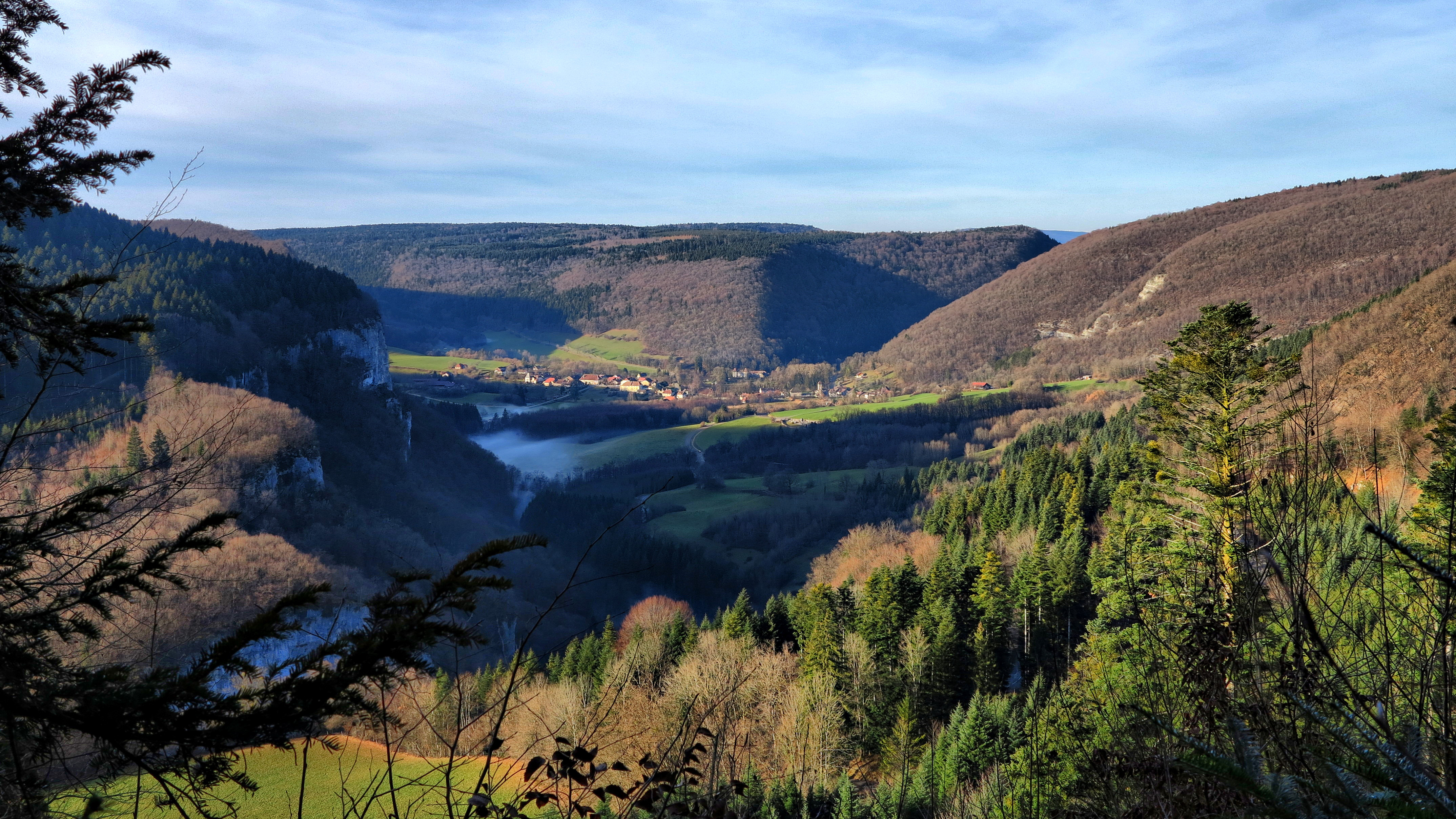
Panorama sur le village depuis Crouzet-Migette.

## Histoire
Sur le territoire de la commune subsistent quelques vestiges du château de Montrichard. Il était constitué d'une haute tour protégeant un ensemble de bâtiments annexes. Un fossé taillé dans le roc isolait ce petit promontoire du côté ouest.
Bâti au XIIIe siècle pour surveiller le chemin médiéval qui descendait de Montmahoux, il fut totalement ruiné par les troupes de Louis XI vers 1479.
Il abrita dans le courant du XIVe siècle un atelier de fausse monnaie ducale.
Maigres en sont les vestiges de nos jours. Seul un œil averti en distingue quelques éléments...

### Époque contemporaine
En 1840, une faïencerie s'installe dans le village, elle fermera ses portes en 1929.
En 1895, la taillanderie produit 20000 faux par an et emploie 25 ouvriers. La taillanderie cesse son activité en 1969.

## Politique et administration

### Découpage territorial
Nans-sous-Sainte-Anne est l'une des 61 communes composant le canton d'Ornans et par conséquent elle est rattachée à l'arrondissement de Besançon et à la 2e circonscription du Doubs. Jusqu'en 2015, elle faisait partie du canton d'Amancey.
La commune fait partie de la communauté de communes Loue-Lison qui regroupe 74 communes pour une population de 25 341 habitants (en 2017). Jusqu'au 31 décembre 2016, elle appartenait à la communauté de communes Amancey-Loue-Lison.
La commune dépend des tribunaux d'instance, de grande instance, du conseil de prud'hommes, du tribunal pour enfants, du tribunal de commerce et du tribunal administratif de Besançon. Elle est rattachée à la cour d'appel de Besançon et à la cour administrative d'appel de Nancy.

### Administration municipale

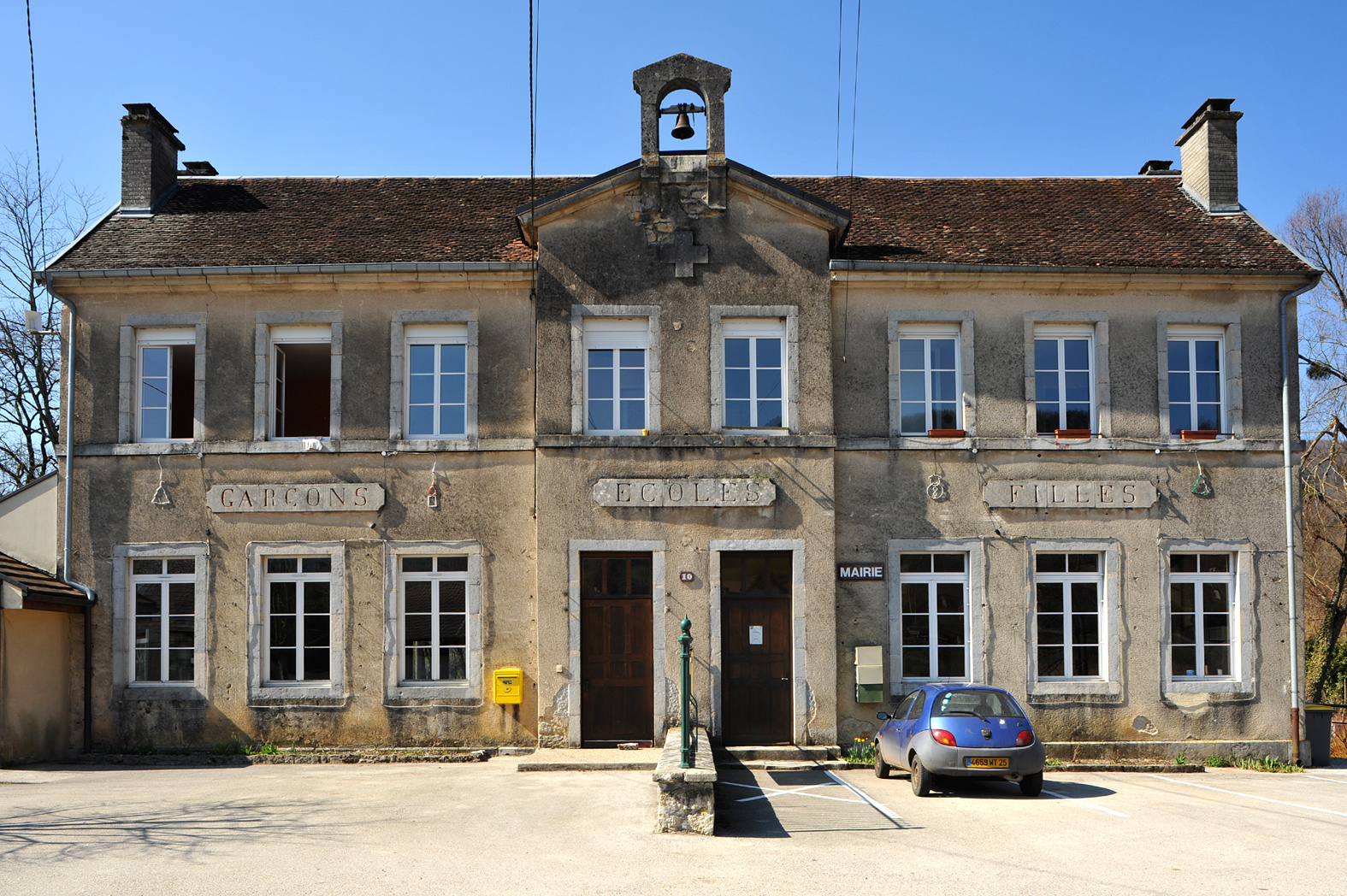
La mairie de Nans-sous-Sainte-Anne.

Comme pour toute commune dont la population est comprise entre 100 et 499 habitants, le conseil municipal de Nans-sous-Sainte-Anne est actuellement composé de onze membres. Il est élu au scrutin majoritaire plurinominal de liste, à deux tours. Le maire actuel de la commune est Emmanuel Cretin, élu pour la première fois en 2014 et réélu en 2020.

### Tendances politiques
Le vote des électeurs nanais est traditionnellement plutôt orienté à gauche, avec des scores importants pour l'extrême-gauche. Lors des élections présidentielles, les électeurs placent en effet régulièrement un candidat issu de la gauche en tête du premier tour : le représentant de la gauche radicale Jean-Luc Mélenchon arrive en tête en 2017 avec 23,88 % des suffrages exprimés, ainsi qu'en 2012 (26,92 %), à égalité avec le candidat de droite Nicolas Sarkozy ; en 2007, c'est ce dernier qui en tête du premier tour (33,67 %) devant la socialiste Ségolène Royal (17,35 %) mais avec des scores notables pour les candidats communistes Olivier Besancenot (10,20 %) et Marie-Georges Buffet (8,16 %).

### Listes des maires
| Période                                  | Période                   | Identité                                       | Étiquette     | Qualité       |
| ---------------------------------------- | ------------------------- | ---------------------------------------------- | ------------- | ------------- |
| Les données manquantes sont à compléter. |                           |                                                |               |               |
| 1977                                     | 1989                      | Maurice Bardou                                 |               |               |
| juin 1995                                | mars 2008                 | Gilbert Carrez                                 | PCF           |               |
| mars 2008                                | mars 2014                 | Daniel Menweg                                  | Apparenté PCF |               |
| mars 2014                                | En cours (au 31 mai 2020) | Emmanuel Cretin Réélu pour le mandat 2020-2026 | SE            | Fonctionnaire |

### Finances communales

#### Budget et fiscalité 2021
En 2021, le budget de la commune était constitué ainsi :
- total des produits de fonctionnement : 209 000 €, soit 1 239 € par habitant ;
- total des charges de fonctionnement : 137 000 €, soit 812 € par habitant ;
- total des ressources d'investissement : 6 000 €, soit 38 € par habitant ;
- total des emplois d'investissement : 17 000 €, soit 100 € par habitant ;
- endettement : 27 000 €, soit 162 € par habitant.

Avec les taux de fiscalité suivants :
- taxe d'habitation : 11,97 % ;
- taxe foncière sur les propriétés bâties : 24,62 % ;
- taxe foncière sur les propriétés non bâties : 9,60 % ;
- taxe additionnelle à la taxe foncière sur les propriétés non bâties : 0,00 % ;
- cotisation foncière des entreprises : 0,00 %.

Chiffres clés Revenus et pauvreté des ménages en 2019 : médiane en 2019 du revenu disponible, par unité de consommation : 20 470 €.

## Équipements et services publics

### Enseignement
Les enfants de Nans-sous-Sainte-Anne sont scolarisés à l'école primaire Palmyr Uldéric Cordier d'Amancey, vers laquelle ils sont transportés par les bus de transports scolaires Mobigo qui réalisent le trajet en vingt minutes. Dans cette commune se trouve également l'école privée Sacré Cœur.
Selon la carte scolaire, la scolarisation des élèves de Nans-sous-Sainte-Anne se fait au collège Pierre Vernier d'Ornans (25 km) et au lycée Victor Hugo de Besançon (42 km). Les établissements privés les plus proches sont le collège Sacré Cœur à Amancey (12 km), le Collège Saint-Anatoile à Salins-les-Bains (14 km) et le collège Saint-Joseph de Levier (15 km).

### Santé et services d'urgence
Professionnels et établissements de santé :
- Médecins à Amancey, Salins-les-Bains,
- Pharmacies à Amancey, Salins-les-Bains,
- Hôpitaux à Salins-les-Bains, Nozeroy, Pontarlier.

## Économie

### Activités et entreprises

#### Agriculture
- Élevage de vaches laitières.
- Apiculture[30].

#### Tourisme
- Gîtes de France[31].
- Chambres d'hôtes[32].
- Via ferrata de  Nans-sous-Sainte-Anne, Les Baumes du Verneau[33]

#### Commerces
- Commerces et services de proximité Pays de Loue Lison (Ornans, Quingey, Arc-et-Senans...)[34]

## Population et société

### Démographie

#### Évolution démographique
L'évolution du nombre d'habitants est connue à travers les recensements de la population effectués dans la commune depuis 1793. Pour les communes de moins de 10 000 habitants, une enquête de recensement portant sur toute la population est réalisée tous les cinq ans, les populations de référence des années intermédiaires étant quant à elles estimées par interpolation ou extrapolation. Pour la commune, le premier recensement exhaustif entrant dans le cadre du nouveau dispositif a été réalisé en 2008.

En 2022, la commune comptait 169 habitants, en évolution de +14,97 % par rapport à 2016 (Doubs : +1,88 %, France hors Mayotte : +2,11 %).
| 1793 | 1800 | 1806 | 1821 | 1831 | 1836 | 1841 | 1846 | 1851 |
| ---- | ---- | ---- | ---- | ---- | ---- | ---- | ---- | ---- |
| 327  | 320  | 328  | 327  | 358  | 366  | 447  | 483  | 450  |

| 1856 | 1861 | 1866 | 1872 | 1876 | 1881 | 1886 | 1891 | 1896 |
| ---- | ---- | ---- | ---- | ---- | ---- | ---- | ---- | ---- |
| 439  | 414  | 378  | 370  | 392  | 366  | 345  | 315  | 299  |

| 1901 | 1906 | 1911 | 1921 | 1926 | 1931 | 1936 | 1946 | 1954 |
| ---- | ---- | ---- | ---- | ---- | ---- | ---- | ---- | ---- |
| 294  | 312  | 289  | 231  | 222  | 195  | 209  | 231  | 201  |

| 1962 | 1968 | 1975 | 1982 | 1990 | 1999 | 2006 | 2008 | 2013 |
| ---- | ---- | ---- | ---- | ---- | ---- | ---- | ---- | ---- |
| 138  | 113  | 128  | 141  | 142  | 125  | 141  | 145  | 141  |

| 2018 | 2022 | - | - | - | - | - | - | - |
| ---- | ---- | - | - | - | - | - | - | - |
| 165  | 169  | - | - | - | - | - | - | - |

### Cultes
La commune dispose d'un seul lieu de culte de confession catholique, l'église Saint-Urbain. Au sein du diocèse de Besançon, le doyenné des Premiers Plateaux regroupe cinq unités pastorales (paroisses) dont celle du Plateau d'Amancey à laquelle appartient Nans-sous-Sainte-Anne.

## Culture et patrimoine

### Bâtiments remarquables
- La taillanderie (forge fabricant des outils de coupe tels des faux) datant du XIXe siècle, en parfait état de fonctionnement est visitable. Elle appartenait aux frères Philibert.

- Le château Mirabeau[40] construit au XVe siècle qui, à la veille de la Révolution, aurait abrité les amours adultérines entre Sophie de Monnier, la jeune seconde épouse du marquis de Monnier propriétaire des lieux, et Mirabeau alors «emprisonné» au château de joux. Dès lors, il a gardé le nom de cet illustre amant.
- L'église Saint-Urbain[41],[42] avec son clocher comtois dont la nef principale date du XVe siècle[43].
- Le monument aux morts[44]. Conflits commémorés : guerres 1914-1918 et 1939-1945.

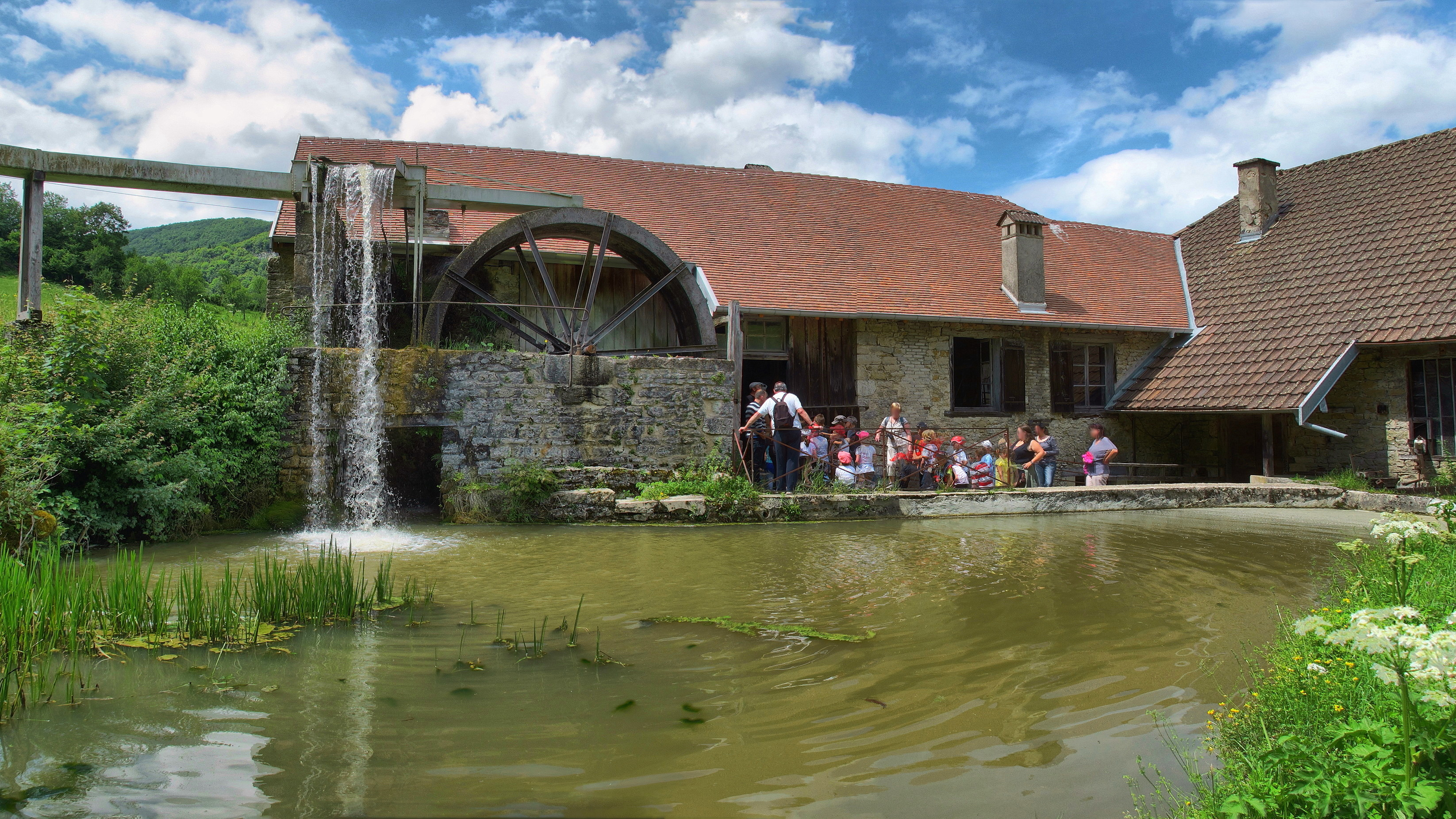
Roue de la taillanderie.
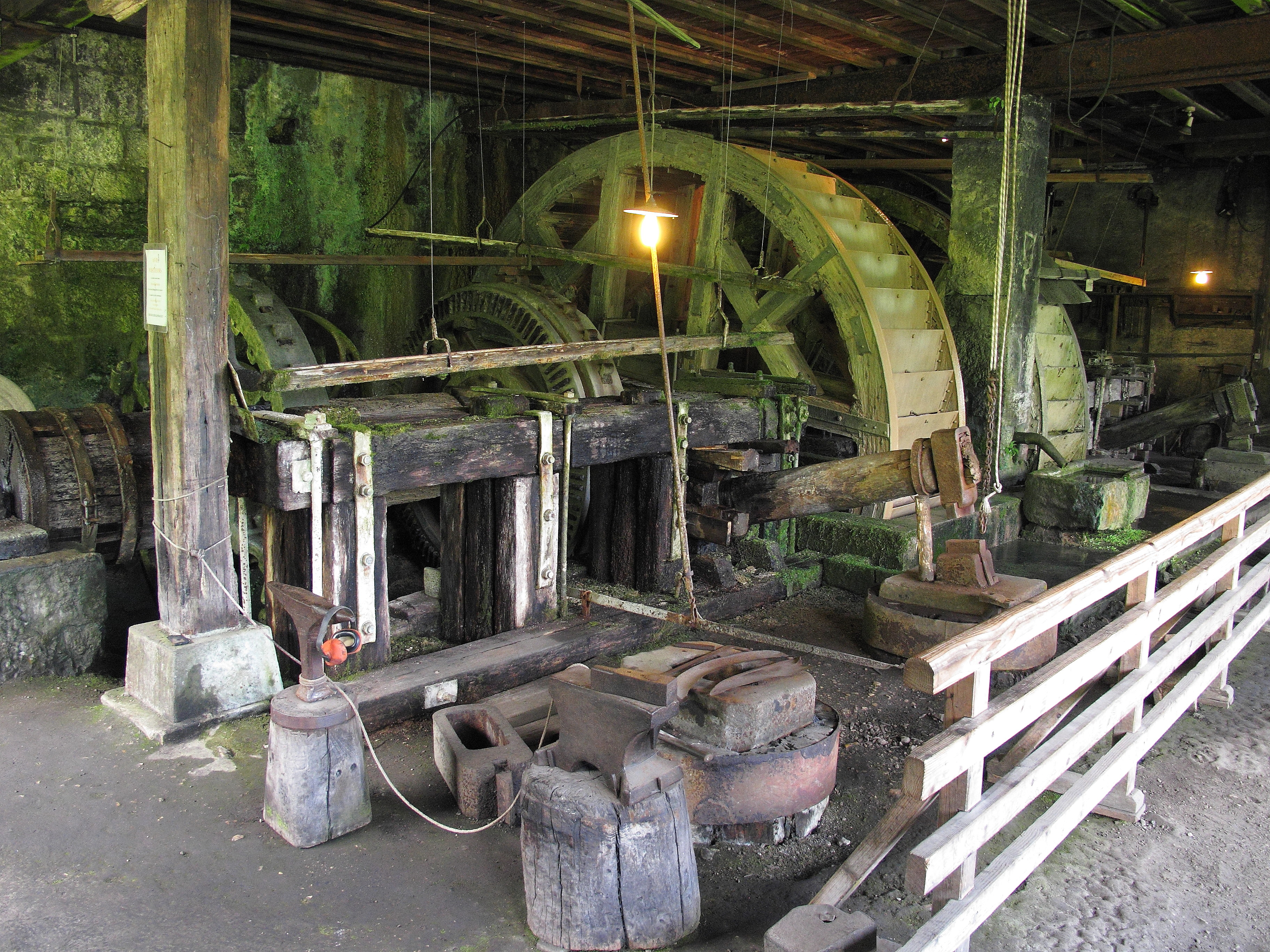
Intérieur de la taillanderie.
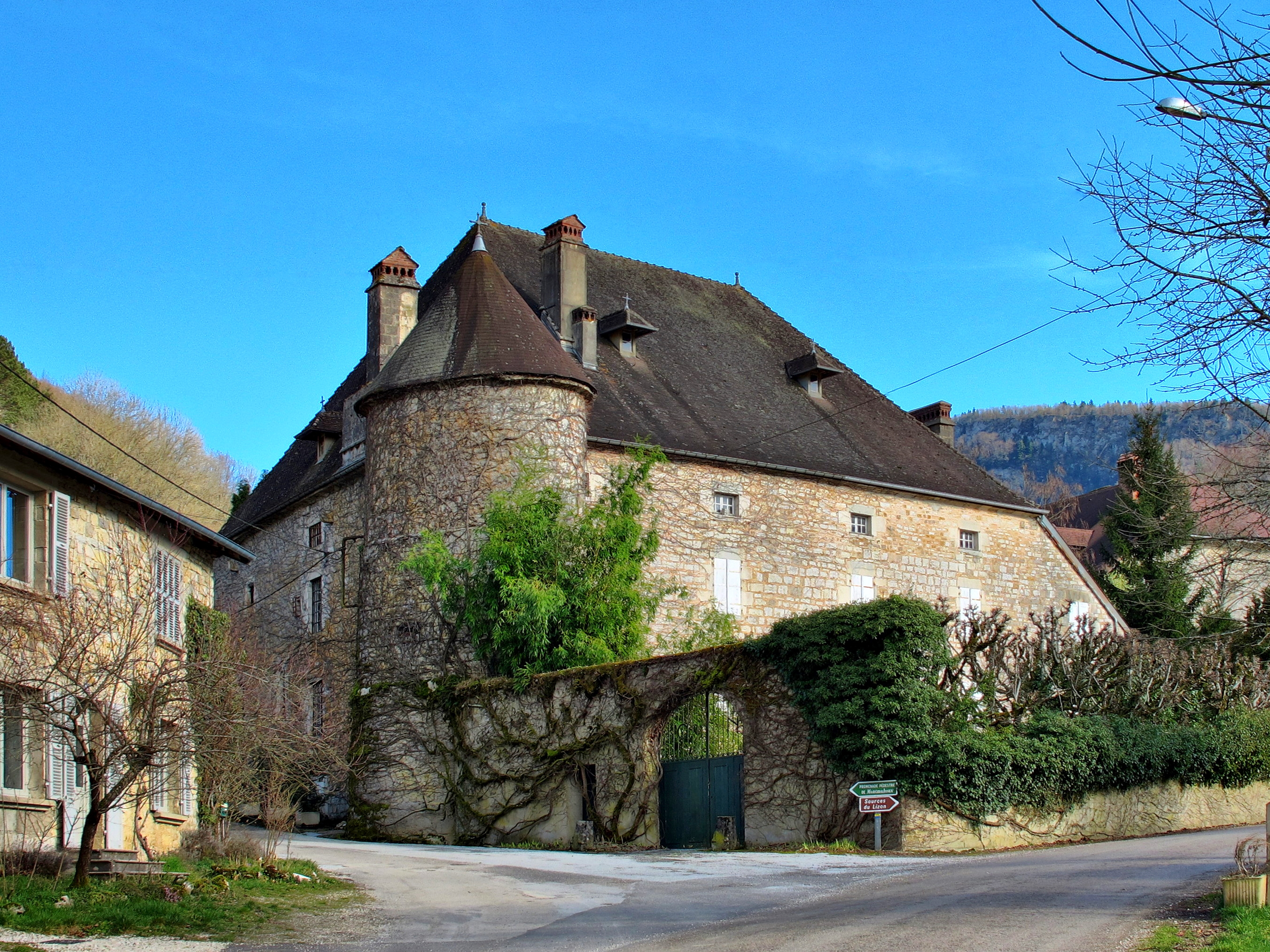
Le château Mirabeau.
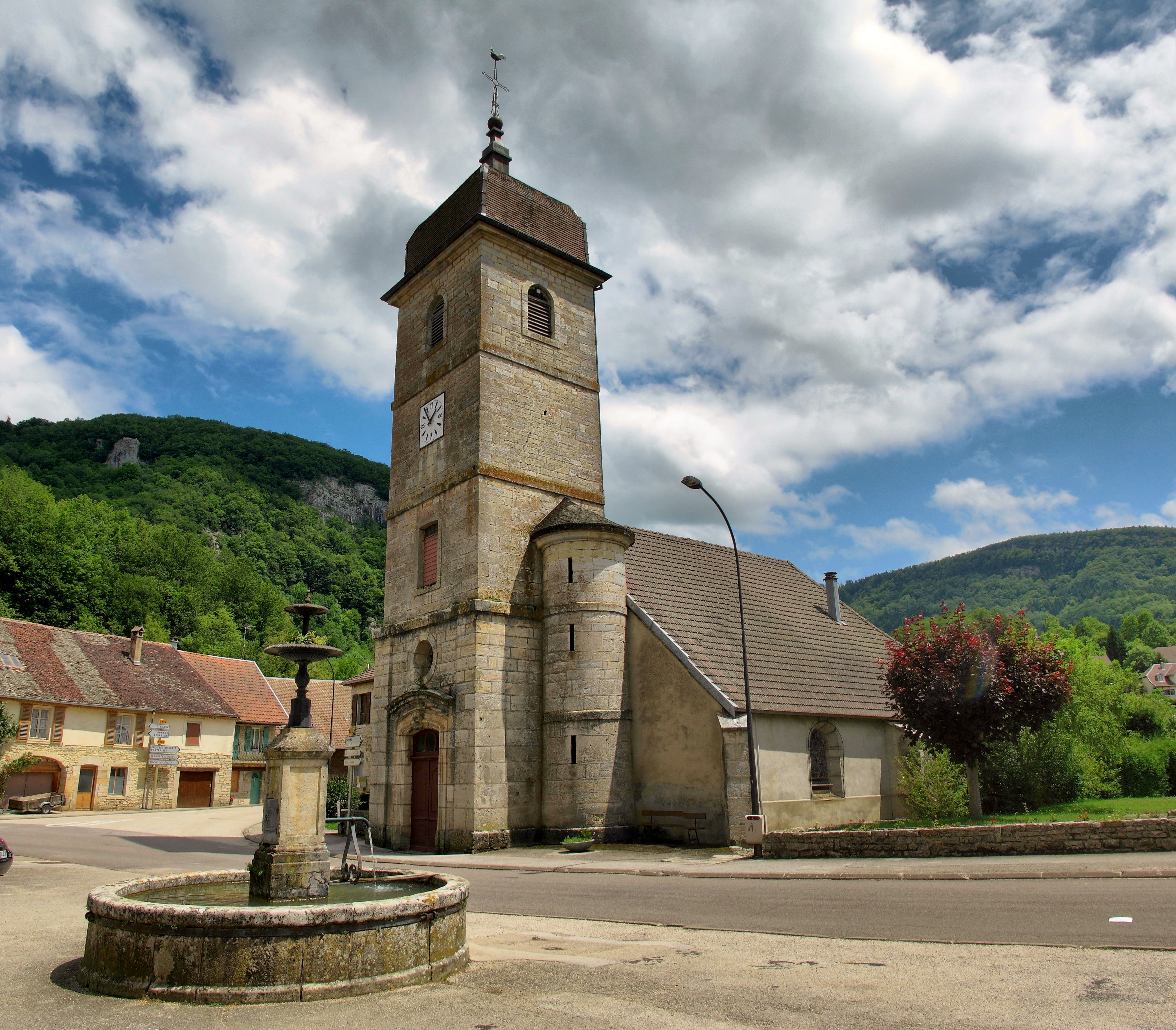
La fontaine et l'église.

### Patrimoine naturel
Le village, grâce à sa situation à la confluence de plusieurs vallées qui ont profondément entaillé le plateau, est un lieu au paysage exceptionnel et un paradis pour les randonneurs, les pêcheurs, les adeptes de l'escalade ou de la spéléologie.
- La source du Lison :  une résurgence débouchant dans une grotte et tombant ensuite en une cascade qui ne tarit jamais.
- La source du Verneau est un des réseaux spéléologiques les plus vastes de France dont plusieurs accès se trouvent sur la commune de Déservillers, à 7 kilomètres de là.
- Le creux Billard, formation karstique se présentant sous forme d'un gouffre à ciel ouvert de plus de 100 m de profondeur dû à l'effondrement du plafond d'une vaste salle souterraine.
- La grotte Sarrazine[45], arcade de 100 m de hauteur et 30 m de largeur.

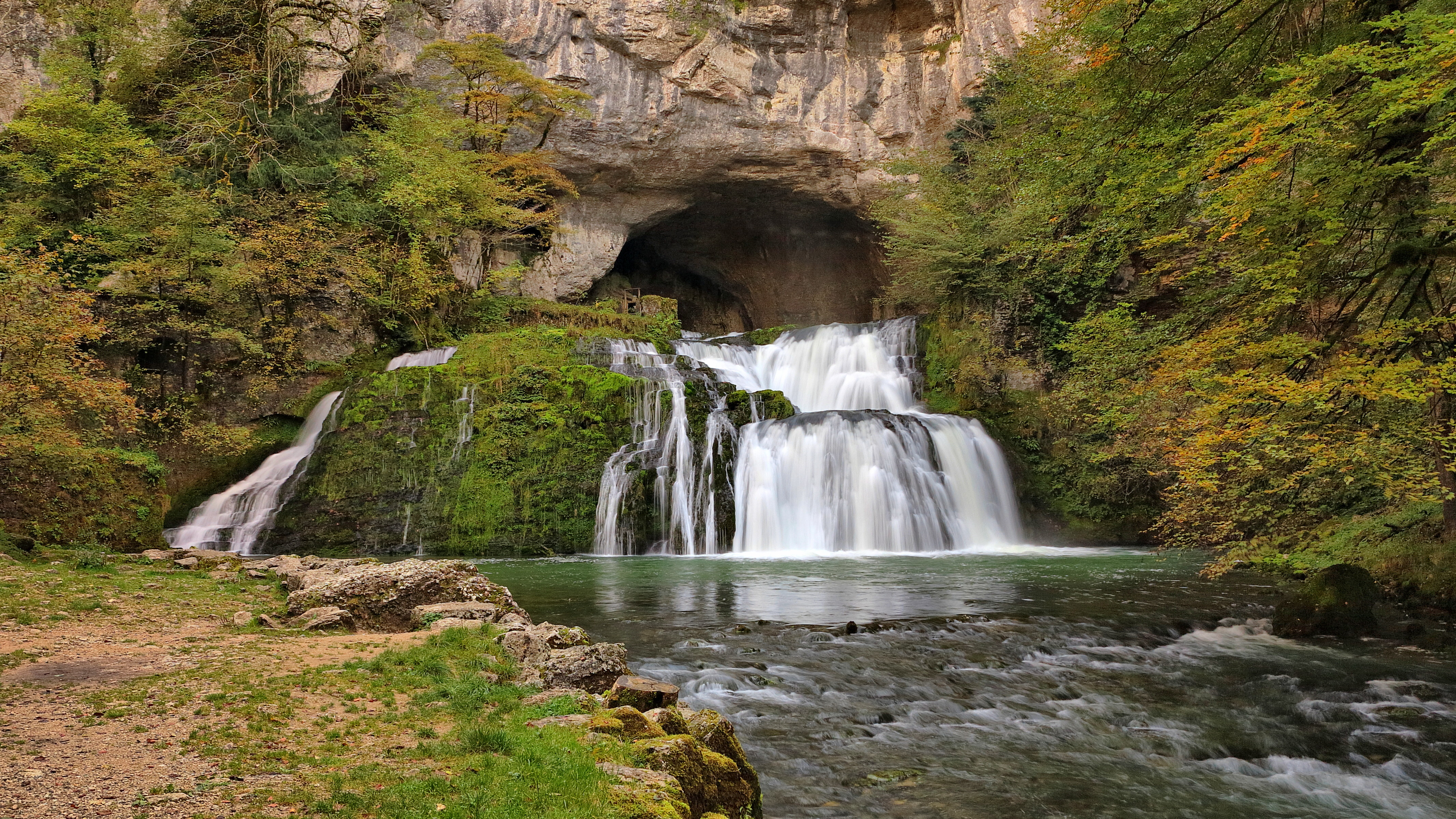
La source et cascade du Lison.
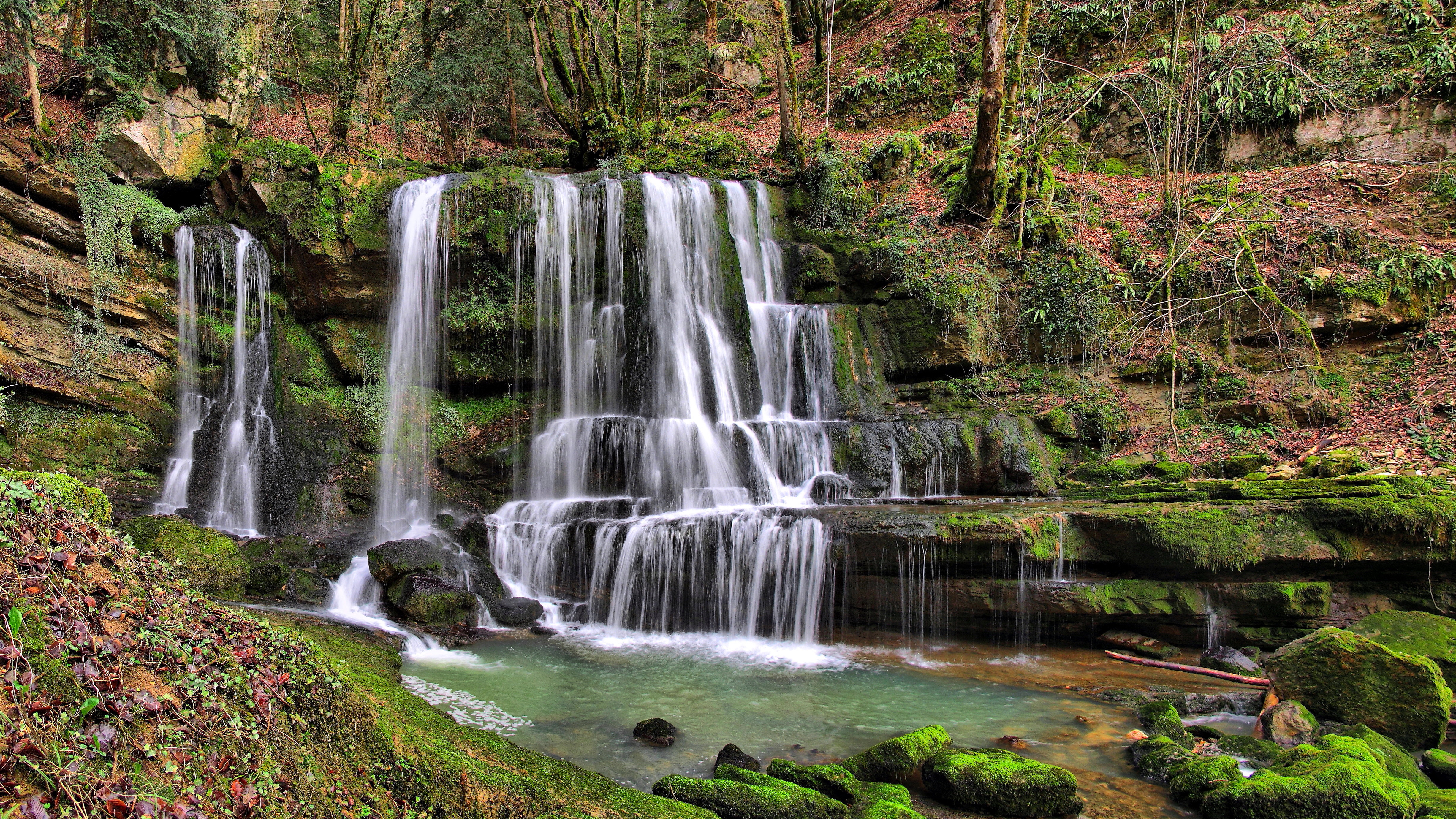
La cascade du Verneau.
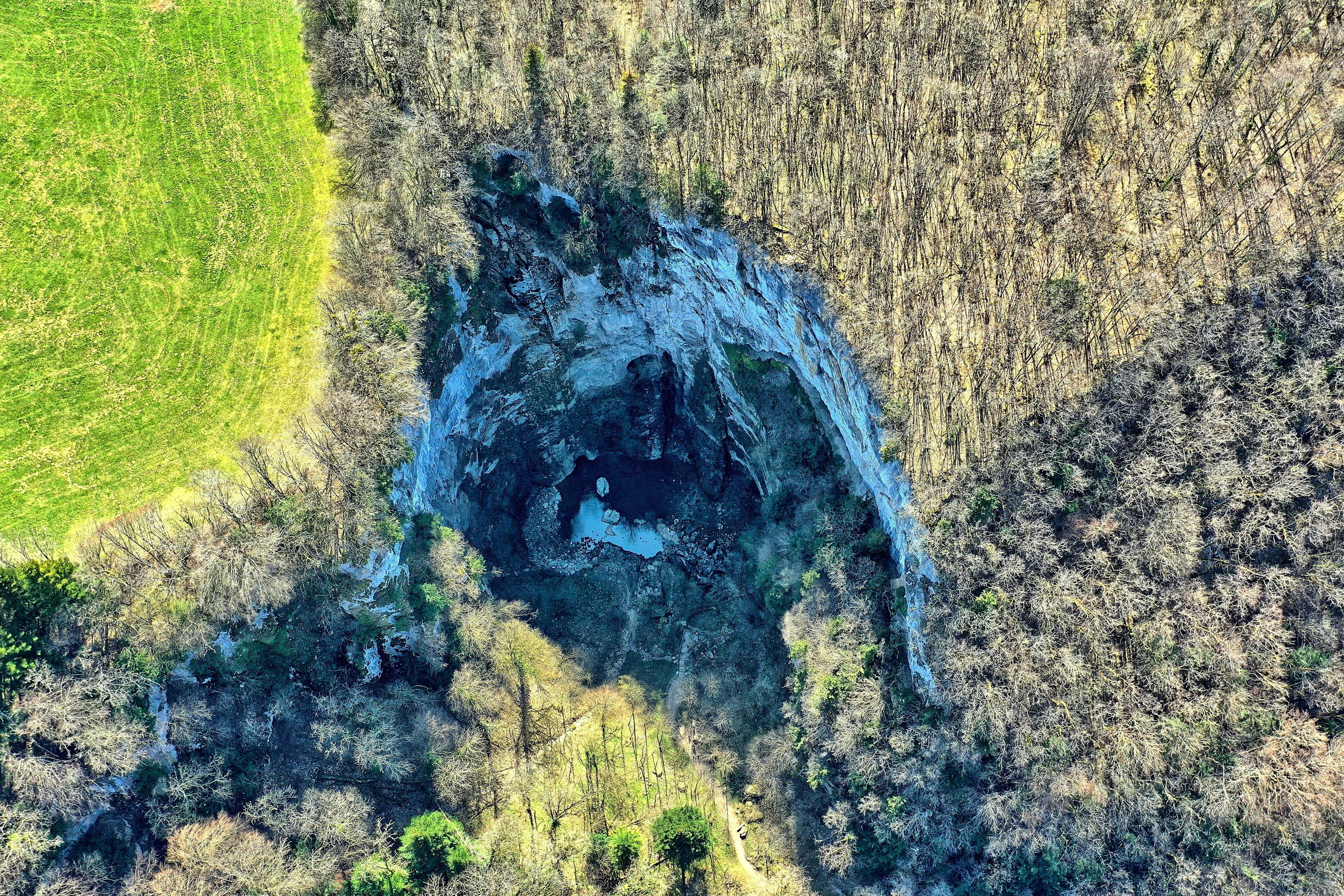
Vue aérienne du creux Billard.
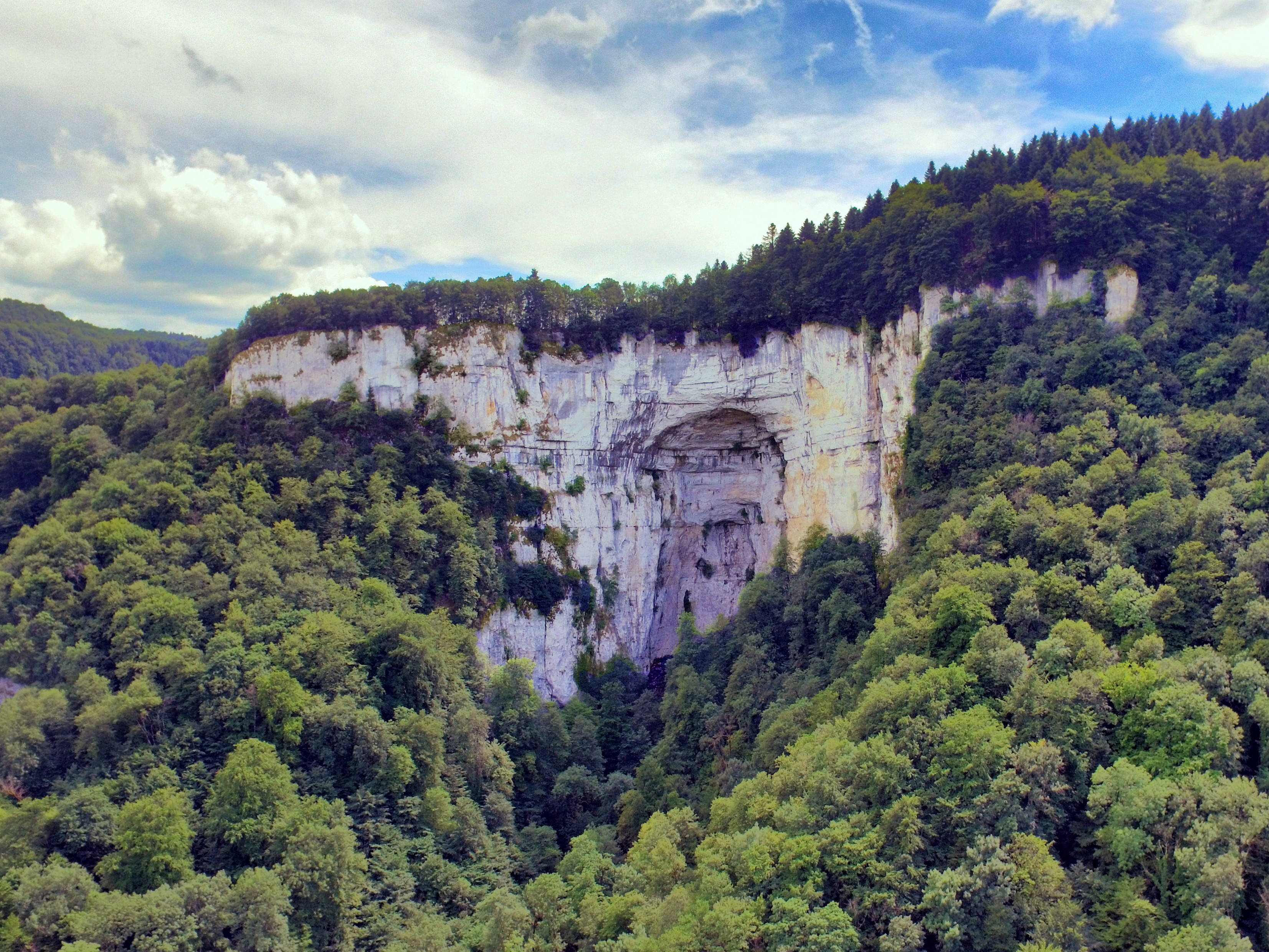
Le porche de la grotte Sarrazine.

### Équipements culturels
- Le Musée de la Taillanderie accueille chaque année entre 10 000 et 20 000 visiteurs qui viennent découvrir le fonctionnement de cet ancien atelier de forge d'outils agricoles. Par ailleurs, une exposition permanente retrace la vie et les conditions de travail à la Taillanderie.
- Le Théâtre des Sources a été créé en 1996 par Philippe Cormery, comédien formé au conservatoire de Besançon, dans l'ancienne épicerie du village. La salle permet d'accueillir 40 spectateurs.

### Patrimoine gastronomique
La commune de Nans-sous-Sainte-Anne est intégrée aux aires de production de deux fromages bénéficiant de l'appellation d'origine protégée (AOP) ou appellation d'origine contrôlée (AOC), le comté et le morbier, ainsi qu'aux aires de productions de 15 produits bénéficiant d'une indication géographique protégée (IGP) dont trois produits à base de viande (porc de Franche-Comté, saucisse de Montbéliard et saucisse et jésus de Morteau), trois fromages (cancoillotte, emmental français est-central et gruyère français) et neuf variétés de vins de Franche-Comté.

### Personnalités liées à la commune

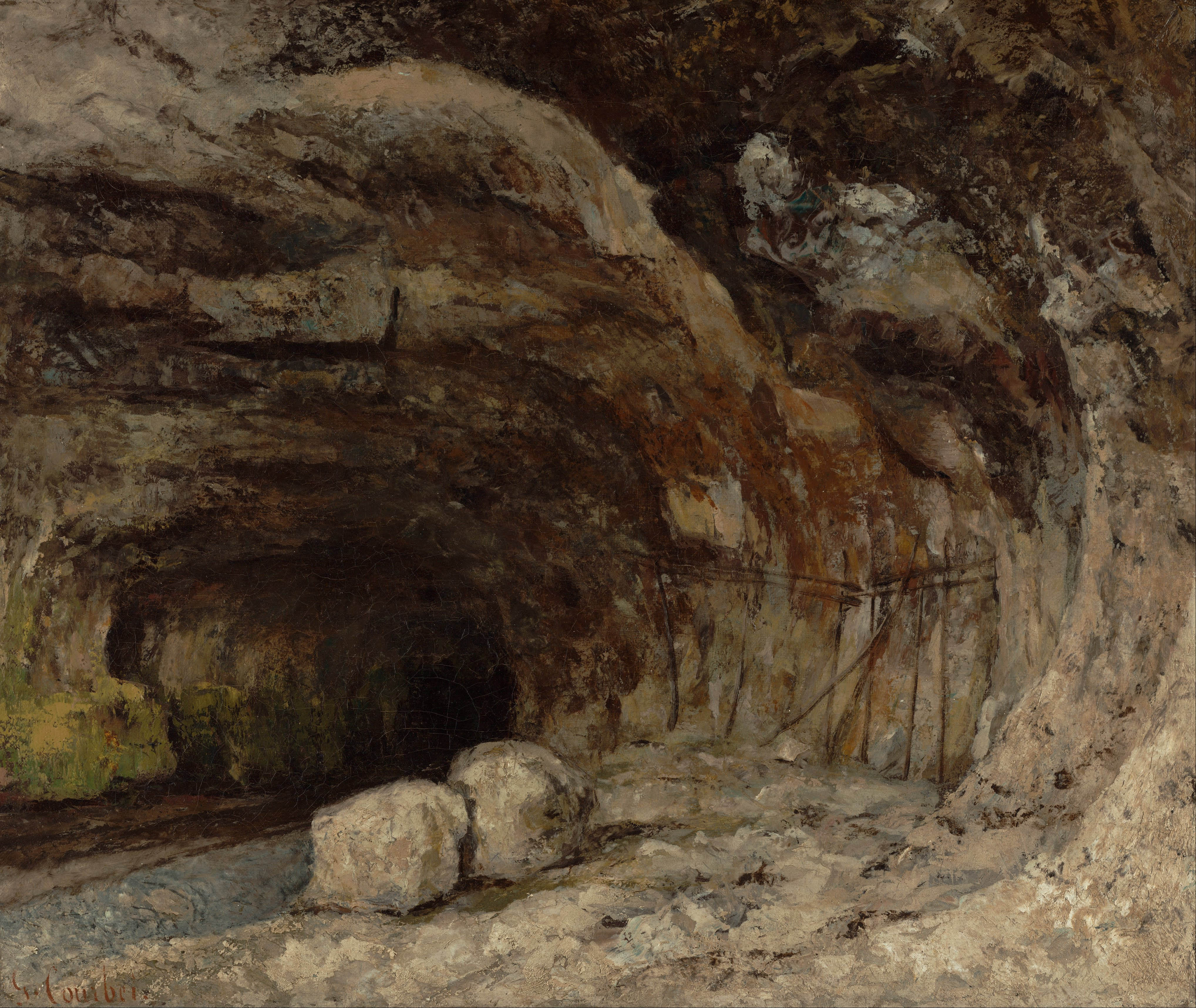
Gustave Courbet,
La Grotte Sarrazine près Nans-sous-Sainte-Anne (vers 1864).

- Berceau de la famille de Montrichard depuis le XIIIe siècle.
- Gustave Courbet (1819-1877), célèbre peintre né dans la commune voisine d'Ornans, s'est inspiré des paysages de Nans-sous-Sainte-Anne pour certains de ses tableaux, tel que celui intitulé La Grotte Sarrazine près Nans-sous-Sainte-Anne conservé au Getty Center de Los Angeles.
- Charles Beauquier (1833-1916), après être parvenu à défendre le site de la source du Lison, cet homme politique fût à l'origine de la première loi sur la protection de l'environnement[47],[48].
- Alexandre Rapin (1839-1889), peintre paysagiste qui s'est également inspiré des paysages de la commune pour peindre le tableau intitulé Dans le ruisseau de Grotte à Nans-sous-Sainte-Anne (Doubs), conservé au musée des Beaux-Arts et d'Archéologie de Besançon.
- Max Claudet (1840-1893), sculpteur et céramiste ayant travaillé avec la faïencerie de Nans-sous-Sainte-Anne.
- Louis Pergaud (1882-1915), écrivain auteur de La Guerre des boutons, a vécu deux années de son enfance à Nans-sous-Sainte-Anne lorsque son père y fut nommé instituteur de 1889 à 1891[49].
- Pierre Henry (1927-2017), compositeur, a créé en 2001 à la source du Lison une pièce intitulée Poussière de soleils avec le trompettiste Erik Truffaz[50].

## Pour approfondir